# Miguel Ángel Olaverri Arroniz
Miguel Ángel Olaverri Arróniz (Pamplona, 9 de mayo de 1948) es un religioso salesiano, obispo católico y profesor español, afincado en la República del Congo. Obispo de Pointe-Noire (desde 2013).

## Biografía
Nació muy cerca de la catedral de Pamplona. Su madre es de Lerín, lugar que suele visitar cuando viene a su provincia. Ingresó e la Congregación de los Salesianos de Don Bosco, en el noviciado de Godelleta a la edad de quince años. Después de los estudios de secundaria, continuó estudiando filosofía en la Universidad de Valencia y posteriormente teología en la Universidad de Barcelona. El 16 de agosto de 1966, hizo su primera profesión religiosa y el 21 de junio de 1973 realizó sus votos perpetuos. Recibió la ordenación sacerdotal el 5 de junio de 1976 en Barcelona.

### Misionero en África
Quince días después de su ordenación, el 19 de junio de 1976 fue enviado como misionero a Gabón. Ejerció su ministerio en la comunidad salesiana de Sindara, diócesis de Mouila. En 1977, fue enviado a República del Congo, donde además de su misión pastoral fue maestro de lengua española y letras en varios institutos. Hasta 1993 fue párroco de San Carlos Lwanga en Makélékélé, en Foyer Abraham en Bacongo y vio el nacimiento de la escuela vocacional de la "Ciudad Don Bosco". Además fue director de la oficina arquidiocesana y nacional de comunicaciones sociales y responsable de la comisión diocesana para el ministerio juvenil. Posteriormente fue superior de la Viceprovincia salesiana de África ecuatorial y tropical con sede en Yaundé, Camerún (1998-2004)
En septiembre de 2004, fue nombrado párroco de San Juan Bosco y superior de la comunidad salesiana de Pointe-Noire, siendo director de la Oficina Catequética Diocesana, responsable del ministerio juvenil y vicario del sector Centro de la ciudad de Pointe-Noire, además de responsable de la fundación nacional de Caritas, el cuidado pastoral de los migrantes, la comisión de "Justicia y Paz" y el presidente de la Oficina Nacional de Comunicaciones Sociales.

### Episcopado
El 31 de marzo de 2011, fue nombrado administrador apostólico de Pointe-Noire tras la deposición de Monseñor Jean-Claude Makaya Loemba. Siendo nombrado obispo de Pointe-Noire por el papa Benedicto XVI, el 22 de febrero de 2013. La ordenación episcopal la recibió del obispo emérito de Bayeux y Lisieux, Pierre Pican, el 28 de abril. El 30 de mayo de 2020 se convierte en arzobispo metropolitano con la elevación de su diócesis a archidiócesis.